# Charles Kloboukoff
Charles Kloboukoff, né le 12 août 1963 à Toulouse, est le président-fondateur de Léa Nature, entreprise spécialisée dans les produits biologiques et naturels. En 1986, il obtient le diplôme de l'ESG (Paris) et rejoint le groupe Intermarché. En 1993, il crée L.É.A Institut Vital à Pantin, et en installe le siège social à Périgny, près de La Rochelle, en 1996.
Charles Kloboukoff est engagé dans le domaine de la santé-environnement. Son entreprise organise des actions de sensibilisation (campagnes pour la protection des abeilles en 2007, alerte sur le vote de la loi OGM en 2008, sur les pesticides en 2012, pour une politique agricole commune plus verte en 2013, en faveur de la liberté de semer en 2014, pour un océan sans plastique en 2015, sur les perturbateurs endocriniens en 2016 et 2017).
En 2015, il lance une pétition contre la distribution des sacs plastique jetables à La Rochelle.
Depuis 2016, il préside l'antenne française de 1 % pour la planète.
En 2021, il devient président du Stade Rochelais Basket.

## Compagnie Biodiversité (holding de tête du Groupe Léa Nature)
Charles Kloboukoff est le Président-Fondateur de Compagnie Biodiversité et de Léa Nature (pour « Laboratoire d'Équilibre Alimentaire »).
Compagnie Biodiversité a été créée en 2006 à Périgny (Charente-Maritime), siège social et site historique de sa filiale Léa Nature, dont la création remonte à 1993.
Compagnie Biodiversité, en tant que holding de tête de Léa Nature, a intégré depuis Ékibio (1988) et le Groupement de fabricants BIOLÉA (2010).
Compagnie Biodiversité, société à caractère familial, agit en tant que chef de file de l'un des principaux groupements de la filière bio française. Ses 11 sites de production en France et son effectif de plus de 1200 salariés en font le 1er fabricant français indépendant de produits bio.
En 2010, Compagnie Biodiversité a fait son entrée au capital d'Ékibio, société fondée en 1988 par Didier Perréol, dont le siège social est à Peaugres (Ardèche).
Ékibio dispose de 4 sites industriels : 3 en France et 1 en Bolivie pour la production de quinoa.
Compagnie Biodiversité et ses fabricants bio régionaux, regroupent 4 pôles d'activité :
- Pôle Santé Alimentation
- Pôle Fruits et Légumes
- Pôle Céréales et Graines
- Pôle Plantes cosmétiques, Hygiène et Beauté

Léa Nature propose, par ailleurs, une gamme de produits d'entretien certifiés « écodétergent », sous les marques Biovie et Ecodoo.
La plupart des sites de production répondent aux critères de la norme ISO 26000, qui définit la Responsabilité sociétale des organisations (Ecocert 26000).
Compagnie Biodiversité vend sa production à travers différents canaux de distribution en France et en Europe : grande distribution (« GMS », pour grandes et moyennes surfaces), magasins bio et parapharmacies.
En 2021, Charles Kloboukoff annonce vouloir donner la majorité des actions du groupe Compagnie Léa Nature à une organisation philanthropique, le Fonds de soutien aux initiatives citoyennes utopiques et solidaires (FICUS).

## Politique
Il a été conseiller municipal à la mairie de La Rochelle et président de la Régie des transports communautaires de 2008 à 2014.

## Récompenses et distinctions
- 2007 : Marianne d'or de l'environnement[8]
- 2009 : Prix national de l'entrepreneur dans la catégorie Business vert par EY[9]
- Il figure parmi les « 100 personnes qui vont changer le monde en 2011 » d'après le magazine Terraeco[10].
- Par le décret du 14 mai 2014, Charles Kloboukoff est promu au grade de chevalier de l'ordre national du mérite[11].
- Il est élu « Industriel de l'année » aux trophées LSA de l'innovation 2016, catégorie PME/ETI.
- Il est promu au grade de chevalier de l'ordre national de la Légion d'honneur par un décret du 31 décembre 2020[12].